# Povstání cabochienů
Povstání cabochienů (francouzsky Révolte des Cabochiens) bylo lidové povstání v Paříži na jaře roku 1413. Název povstání je odvozen od jména pařížského řezníka Simona Caboche, který stál v čele povstalců. Tato vzpoura byla epizodou občanské války mezi Armagnaky a Burgunďany. Burgundský vévoda Jan Nebojácný vyburcoval pařížský lid a podařilo se mu prosadit reformu známou jako cabochienská ordonance. Ale po několika měsících Pařížané přehodnotili svůj postoj a Armagnakové opět získali ve městě převahu.

## Průběh
Po atentátu 23. listopadu 1407 na vévodu Ludvíka Orleánského, mladšího bratra francouzského krále Karla VI., vrahy ve službách burgundského vévody Jana Nebojácného, vévoda ovládl Paříž a získal velkou oblibu mezi obyvateli.
Vévoda se spojil s lidovou frakcí, které velel Simon Coutelier řečený Simon Caboche. Povstalci pocházeli především z nižších vrstev pařížského obyvatelstva, ale také se rekrutovali z cechu řezníků, bohatých měšťanů, ale málo začleněných do správy města. Povstalci se 27. dubna 1413 zmocnili Bastily, usmrtili pařížského prévôta Pierra des Essarts, pronikli až do královského paláce a uchvátili moc v Paříži.
Podnět k povstání vzešel z mocné korporace řezníků. Královské finance byly oslabeny stoletou válkou. Isabela Bavorská se podvolila Jindřichovi V. a burgundskému vévodovi. Knížata se stavěla proti jakémukoli finančnímu příspěvku na válečné úsilí. Caboche spolu s řezníky odmítal vyšší daně a požadoval finanční spoluúčast od knížat, čímž zpochybnil daňová privilegia šlechty. Knížata změny odmítala ve jménu své historické role ozbrojených obránců rolníků a království. Cechy, které zajišťují obživu města, si byly vědomy své společenské užitečnosti a doufaly, že toto jejich postavení bude uznáno. Následovala vzpoura. Caboche a jeho příznivci získali následně královské nařízení, tzv. cabochienskou ordonanci.
Univerzitní učenci připravili návrh správní reformy, známou jako cabochienská ordonance, která částečně omezovala královskou moc, jako byl například souhlas generálních stavů se zdaněním. Toto nařízení je vlastně dílem poradců Jana Nebojácného, který ho předložil králi Karlu VI., ale jeho název připomíná pařížský politický kontext, ve kterém bylo podepsáno a vyhlášeno.
Generálními stavy, které ordonanci projednávaly na počátku roku 1413, byl král nucen nařízení v květnu podepsat. Ale krutosti páchané Burgunďany a cabochieny vedly obyvatele Paříže k povstání. Mnoho mistrů univerzity se shromáždilo kolem burgundského vévody (např. Jean Courtecuisse nebo Petr Cauchon) a pařížský patriciát vedený právníkem Jeanem Jouvenelem des Ursinsem v reakci na tyto excesy dal přednost návratu Armagnaků na konci měsíce srpna.

## Důsledky
Karel Orleánský, syn vévody Ludvíka Orleánského, který byl zavražděn v roce 1407, se oženil s Bonou z Armagnacu, dcerou hraběte Bernarda VII. z Armagnacu. Hrabě stál v čele velké armády složené z vojáků z oblasti kolem Adour a Garonny. Dal se k dispozici svému zeti a ovládl Paříž. Cabochienové, kterým se nepodařilo uprchnout, byli popraveni a ordonance byla zrušena 5. září 1413. Simonu Cabocheovi se podařilo uprchnout s Janem Nebojácným, ale jeho řeznictví bylo srovnáno se zemí.
Jako odměnu za potlačené povstání cabochienů jmenovala Bernarda VII. královna Isabela Bavorská konetáblem. Ta předsedala regentské radě vládnoucí zemi od doby, kdy byl král před patnácti lety zasažen šílenstvím.